# 1905 en chimie
Cet article présente les faits marquants de l'année 1905 en chimie.

## Évènements
- 18 juillet :  Albert Einstein publie son article sur l'étude mathématique du mouvement brownien. Il y explique le mouvement brownien et prouve définitivement l'existence des atomes[1],[2].
- 20 juin : le terme hormone est utilisé pour la première par le physiologiste britannique Ernest Starling lors d'une conférence donnée devant le Royal College of Physicians sur le contrôle chimique de la fonction corporelle[3].
- 25 juillet : Carl von Linde reçoit un brevet pour un procédé permettant d'extraire l'oxygène et l'azote pur par un refroidissement de l'air par détente[4].

- Octobre : Paul Langevin publie un article Sur la théorie du magnétisme dans le Journal de Physique[5] dans lequel il définie la fonction de Langevin dans la description du paramagnétisme.
- Le chimiste américain Bertram Boltwood met au point la méthode de datation par l'uranium-plomb (radiochronologie)[6].

## Prix
- Prix Nobel de chimie : Adolf von Baeyer pour les services rendus à l'avancement de la chimie organique et industrielle, grâce à ses travaux sur les colorants organiques et les composés hydroaromatiques[7],[8].
- Médaille Davy : Albert Ladenburg pour ses recherches en chimie organique et particulièrement la synthèse d'alcaloïdes[9],[10].
- Médaille William-H.-Nichols : Charles L. Parsons[11]

## Naissances
- 3 février : Georges Champetier (mort en 1980), chimiste français.
- 11 août : Erwin Chargaff (mort en 2002), biochimiste autrichien naturalisé américain.
- 1er octobre : Ri Sung-gi (mort en 1996), chimiste coréen.
- 23 novembre : Marcelle Lafont (morte en 1982), chimiste, résistante et femme politique française.
- 9 décembre : Angie Turner King (morte en 2004), chimiste, mathématicienne et enseignante américaine.

## Décès
- 18 juin : Per Theodor Cleve (né en 1840), chimiste et géologue suédois.